# لورا هويل
لورا هويل (بالإنجليزية: Laura Howell)‏ هي فنانة قصص مصورة بريطانية، ولدت في 1976.